# Aillant-sur-Milleron
Aillant-sur-Milleron ist eine französische Gemeinde mit 374 Einwohnern (Stand 1. Januar 2022) im Département Loiret in der Region Centre-Val de Loire.

## Geografie
Aillant-sur-Milleron liegt in Zentralfrankreich in der Landschaft Gâtinais am Ostrand des Départements Loiret am namengebenden Flüsschen Milleron, einem Nebenfluss des Loing, etwa 48 Kilometer östlich von Auxerre, etwa 28 Kilometer südöstlich von Montargis, dem Sitz der Unterpräfektur des Arrondissements, und 7,1 Kilometer südöstlich von Châtillon-Coligny auf einer mittleren Höhe von 167 Metern über dem Meeresspiegel. Die Mairie steht auf einer Höhe von 165 Metern. Nachbargemeinden von Aillant-sur-Milleron sind Saint-Maurice-sur-Aveyron im Norden, Le Charme im Osten, Champcevrais im Süden und Dammarie-sur-Loing im Westen. Das Gemeindegebiet hat eine Fläche von 2693 Hektar.
Die Gemeinde ist einer Klimazone des Typs Cfb (nach Köppen und Geiger) zugeordnet: Warmgemäßigtes Regenklima (C), vollfeucht (f), wärmster Monat unter 22 °C, mindestens vier Monate über 10 °C (b). Es herrscht Seeklima mit gemäßigtem Sommer.

## Bevölkerungsentwicklung
| Jahr                       | 1962 | 1968 | 1975 | 1982 | 1990 | 1999 | 2010 | 2017 |
| Einwohner                  | 327  | 305  | 314  | 286  | 302  | 357  | 389  | 398  |
| Quellen: Cassini und INSEE |      |      |      |      |      |      |      |      |

## Kultur und Sehenswürdigkeiten
Aillant-sur-Milleron gehört zur römisch-katholischen Pfarrei Châtillon-Coligny im Dekanat Gâtinais Sud des Bistums Orléans.
Die Kirche Saint-Martin wurde im 12. Jahrhundert erbaut. Sie ist Martin von Tours geweiht. Das Kirchenschiff wurde um 1680 neu erbaut. In den Jahren zwischen 1877 und 1891 wurde die Westfassade erneuert, das Gewölbe des Kirchenschiffs und die Einfassung der Fenster wurde überarbeitet, und an der Südmauer des Kirchturms wurde eine Sakristei gebaut. In der Kirche steht ein Taufbecken aus dem 14. Jahrhundert. Ein Hochrelief aus dem 16. Jahrhundert wurde bei der Erneuerung des Kirchenschiffs in die Mauer integriert. Es stellt Martin von Tours dar, der seinen Mantel teilt. Weitere Skulpturen sind ein Kruzifix aus dem 17. Jahrhundert und eine Jungfrau mit dem Kinde aus dem 18. Jahrhundert.

## Wirtschaft und Infrastruktur
Im Jahr 2009 waren 23,6 Prozent der Erwerbstätigen in der Gemeinde beschäftigt, die anderen waren Pendler. 12,4 Prozent der Arbeitnehmer waren arbeitslos.
In Aillant-sur-Milleron gibt es eine Bäckerei.
Der nächstgelegene Bahnhof befindet sich in Nogent-sur-Vernisson und ist 15,8 Kilometer entfernt. Der nächste internationale Verkehrsflughafen für Linienflüge ist der 112,1 Kilometer entfernt liegende Flughafen Paris-Orly.
Auf dem Gemeindegebiet gelten geschützte geographische Angaben (IGP) für Geflügel (Volailles de l’Orléanais) und Weine mit der Bezeichnung Val de Loire.